# Nuttallina
Nuttallina es un género de foraminífero bentónico considerado homónimo posterior de Nuttallina Dall, 1871, y sustituido por Nuttallinella de la subfamilia Nuttallidinae, de la familia Epistomariidae, de la superfamilia Asterigerinoidea, del suborden Rotaliina y del orden Rotaliida. Su especie tipo era Nuttallina coronula. Su rango cronoestratigráfico abarcaba desde el Santoniense superior hasta el Campaniense (Cretácico superior).

## Clasificación
Nuttallina incluye a la siguiente especie:
- Nuttallina coronula †, aceptado como Nuttallinella coronula